# IC 5317
IC 5317 је лентикуларна галаксија у сазвјежђу Пегаз која се налази на листи објеката дубоког неба у Индекс каталогу.
Деклинација објекта је + 21° 9' 48" а ректасцензија 23h 23m 28,7s. Привидна величина (магнитуда) објекта IC 5317 износи 14,1 а фотографска магнитуда 15,1. IC 5317 је још познат и под ознакама CGCG 454-58, PGC 71296.